# .460 S&W Magnum
Набій .460 S&W Magnum є потужним револьверним набоєм розробленим для далекобійного мисливського револьвера Smith & Wesson Модель 460.

## Опис
Набій .460 S&W є подовженою, більш потужною версією популярного набою .454 Casull, який сам є довшою та більш потужною версією набою .45 Colt. Саме тому набій .460 S&W Magnum можна віднести до класу "супер магнум". Отже, зброя яка здатна стріляти набоями .460 S&W може стріляти менш потужними набоями .454 Casull, .45 Colt та .45 Schofield, але про це необхідно дізнаватися у виробника цієї зброї. Наприклад, деяка важільна зброя розроблена на використання набоїв визначеної довжини та на кулю певного типу. Крім того не можливо у зброї, яка використовує набої .45 Schofield, .45 Colt та .454 Casull безпечно використовувати набої .460 S&W— це неможливо зробити навіть фізично, гільза набою .460 S&W довша. До того ж револьвер з великим стволом може стріляти чотирма стандартними набоями, а також менш відомими набоями .45 калібру з фланцем і прямою гільзою, які передували набою .45 Colt. Набій .460 Smith та Wesson Magnum розроблено для полювання та самозахисту.

## Продуктивність
Smith & Wesson стверджують, що набій .460 S&W є найшвидшим револьверним набоєм в світі, швидкість польоту кулі становить 734 м/с. Таку швидкість куля калібру .460 отримує завдяки тиску (450 МПа), який зазвичай притаманний гвинтівковим набоям класу магнум. Віддача при стрільбі набоями .45 Colt зі зброї, яка розрахована під набій S&W .460 можна порівняти з віддачею набоїв 9 мм або .380, через велику вагу зброї та низький тиск в каморі. При цьому, при стрільбі набоями .460 S&W Magnum з кулями вагою 300 гранів, можна порівняти з потроєною віддачею набою .44 Magnum. Оскільки зброя калібру .460 S&W magnum може стріляти набоями з різними траєкторіями, наприклад .45 Colt, компанія S&W встановлює на зброю регульований приціл. Зарядами Buffalo Bore, енергія набою .460 S&W сягає 3832 Дж, яка розганяє кулю вагою 300 гранів калібру .452 до швидкості 630 м/с, а при енергії в 3880 Дж, куля вагою в 360 гранів калібру .452 розганяється до швидкості 580 м/с. У порівнянні, зарядка Hornady 9249 для набою .500 S&W Magnum дає дещо більше дулової енергії, досягаючи 3888 Дж енергії і прискорюючи кулю FTX вагою 19 г 632 м/с. Зарядка Buffalo Bore для набою .500 S&W Magnum дає меншу дулову енергію, лише 3497 Дж при вазі кулі .500 калібру 440 гран зі швидкістю 495 м/с.

## Стрілецька зброя та боєприпаси
Під цей набій створено лише карабін і гвинтівку Моделі 90 компанії Big Horn Armory. Швидкість набою .460 S&W Magnum зростає на 60-120 м/с. Ця додаткова швидкість вирівнює траєкторію і збільшує енергію. Крім того набій .460 S&W Magnum використано в однозарядних гвинтівках Ruger No.1 та Thompson Center Encore Pro Hunter Katahdin.